# Parque del primer presidente (Kazajistán)

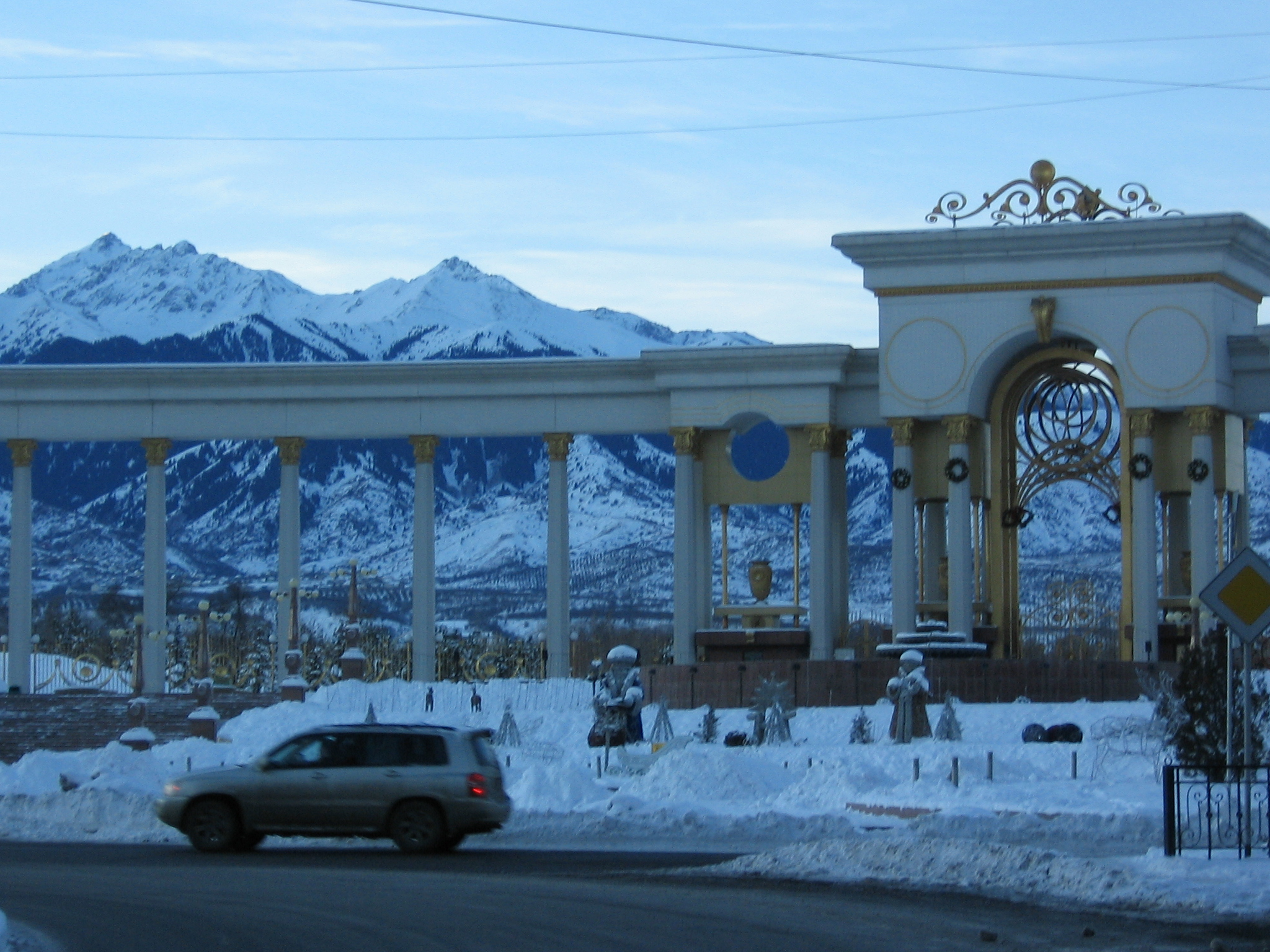
Entrada del parque en invierno

First President's Park (en kazajo: Qazaqstan Respýblıkasynyń Tunǵysh Prezıdenti saıabaǵy; traducible al español como Parque del primer presidente) es un parque urbano ubicado al sur de la ciudad de Almaty en Kazajistán. Con 73 hectáreas de extensión, el parque recibe su nombre de Nursultan Nazarbayev, primer presidente de Kazajistán.
La creación del parque se inició en 2001 con la instalación de los primeros elementos principales. En honor a la participación de la ciudad de Almaty en el relevo de la antorcha olímpica para los Juegos Olímpicos de 2008 en Beijing, se plantaron alrededor de un centenar de abetos y abedules. En 2011, también se plantaron 100 abetos de Tien-Shan. Un roble fue plantado personalmente por el presidente Nursultan Nazarbayev en 2001.
Durante mucho tiempo, el territorio del parque estuvo cerrado, pero finalmente se abrió a los visitantes en julio de 2010. El 11 de noviembre de 2011, tuvo lugar la inauguración de un monumento dedicado al 20° aniversario de la independencia kazaja. El monumento tiene la forma de un águila real de bronce, granito y mármol. En el centro del monumento, hay una figura de Nazarbayev, y en las alas de un águila real hay símbolos de la ciudad de Almaty y Nur-Sultan. El monumento está repleto de imágenes de importantes objetos arquitectónicos e históricos de Kazajistán.